# Mayrornis lessoni
Monarca-de-lesson ou monarca-ardósia (Mayrornis lessoni) é uma espécie de ave da família Monarchidae.
É endémica de Fiji.
Os seus habitats naturais são: florestas subtropicais ou tropicais húmidas de baixa altitude.